# Une nouvelle aube
Une nouvelle aube (titre original : A New Dawn,) est un roman de science-fiction de John Jackson Miller s'inscrivant dans l'univers étendu de Star Wars. Publié aux États-Unis par Del Rey Books en 2014, puis traduit en français et publié par les éditions Pocket en 2017,, il se déroule onze ans avant la bataille de Yavin.
Ce roman est le premier entrant dans ce qui est présenté par Disney comme le nouveau canon[réf. souhaitée].

## Résumé
Alors que l'Empire règne d'une main de fer dans la galaxie et que les Jedi survivants sont pourchassés, l'ancien padawan Kanan Jarrus tente de survivre en abandonnant son passé pour ne pas être traqué par l'Empire.
Travaillant au sein d'une colonie minière, Kanan ne peut rester passif lorsque l'un de ses amis est tué par l'Empire. C'est ainsi qu'il va collaborer avec une jeune Twi'lek nommée Hera Syndulla et prendre peu à peu le chemin de la Rébellion.

## Personnages
- Kanan Jarrus, ancien padawan ayant survécu à la Grande purge Jedi.
- Hera Syndulla, membre de la Rébellion naissante et fille du combattant de la liberté Cham Syndulla.
- Denetrius Vidian, magnat commerçant avec l'Empire.